# Marko Peričin
Marko Peričin (srbsko Марко Перичин), srbski general, * 11. marec 1912, † 22. december 1982.

## Življenjepis
Leta 1941 je vstopil v NOVJ in naslednje leto v KPJ. Med vojno je bil poveljnik več enot; med drugim tudi 36. in 16. divizije.
Po vojni je bil poveljnik divizije, korpusa in vojaškega področja, poveljnik Pokrajinskega štaba ljudske obrambe Vojvodine,...